# 13/13/13
13/13/13 è un film del 2013 diretto da James Cullen Bressack.
Film horror prodotto dagli Stati Uniti con soggetto e sceneggiatura ad opera del regista James Cullen Bressack.

## Trama
Jack, un uomo che sta attraversando un divorzio e ha orribili incubi, dopo essersi svegliato, scopre che la data del suo orologio è stata spostata alle tredici. Accusa per questo i suoi amici Quentin, Joe e Trevor, di avergli organizzato lo scherzo. Nel viaggio per ritornare a casa della moglie Marcy, scopre che anche la radio è sintonizzata al tredici, tredici, tredici. Arrivata a casa della moglie, nota uno strano comportamento nella figlia Kendra, e i suoi sospetti si amplificano quando scopre che la moglie si è lacerata il braccio con le dita.
Jack porta Marcy in ospedale, mentre Quentin, Joe e Trevor rimangono con la piccola Kendra. L'ospedale è strapieno di persone, molte delle quali si comportano in maniera inconsueta. Marcy, viene ricoverata nella stanza tredici, ma una volta risvegliata, aggredisce l'ex marito, buttandosi successivamente dalla finestra. Trevor, ha l'istinto irrazionale di picchiare Kendra, venendo poi uccisa da lei. Quentin e Joe, scoprendo il tutto, decidono di uccidere la piccola, che tuttavia scappa. Jack, scopre che tutti i pazienti dell'ospedale sono diventati terribilmente violenti e inclini alla violenza e all'omicidio. Viene avvicinato da una dottoressa della struttura, Candace. La donna, le rivela che questa sottospecie di pandemia è scoppiata in tutto il mondo, e che colpisce solo coloro che non sono nati in anni bisestili, questi ultimi, come Jack e Candace, sono immuni all'infezione.
Jack e Candace, riescono a fuggire dall'ospedale dopo molti scontri con gli infetti, raggiungono così la casa i Marcy. Assistono alla morte per dissanguamento di Joe, e saranno costretti ad uccidere Quentin, che tuttavia ferirà Jack. L'uomo, scopre che anche Kendra è morta, e decide di rimanere lì con lei, cosa che Candace non gli lascia fare. Fuggiti in automobile, i due si dirigono alla città più vicina, sperando di incontrare qualche altro non infetto. Jack, chiude gli occhi e si abbandona alla morte. Candace, capendo di essere rimasta sola in un mondo violento e senza ragione, incomincia ad urlare, come se in qualche modo potesse far resuscitare l'amico.